# Carlos Filipe Ximenes Belo
Carlos Filipe Ximenes Belo SDB (ur. 3 lutego 1948 w Baucau) – timorski duchowny rzymskokatolicki, salezjanin, obrońca praw człowieka, noblista.

## Życiorys
Święcenia kapłańskie otrzymał 26 lipca 1980. W marcu 1988 został mianowany administratorem apostolskim Dili, z biskupią stolicą tytularną Lorium (konsekrowany na biskupa 19 czerwca 1988). 
Jest aktywnym obrońcą praw człowieka, kreatorem życia katolickiego i edukacyjnego Timoru Wschodniego (założyciel szkół średnich, seminariów, sierocińców). Po aneksji Timoru przez Indonezję był jednym z pierwszych obrońców jego mieszkańców, prowadził ciągłą akcję informowania o prześladowaniach ludności cywilnej; po masakrze demonstracji pokojowej w Dili (1991) przeprowadził skuteczną kampanię na rzecz reform w armii indonezyjskiej, doprowadzając m.in. do dymisji dwóch wysoko postawionych generałów. Reprezentował linię biernego oporu, m.in. jako autor listu otwartego z 1994, w którym zaproponował ograniczenie liczebności armii indonezyjskiej na terenie Timoru Wschodniego, rozszerzenie praw obywatelskich dla Timorczyków oraz przeprowadzenie referendum w sprawie odzyskania niepodległości. Przeżył dwa zamachy na życie (1989, 1991).
W 1996 otrzymał za swoje starania pokojową nagrodę Nobla (wraz z nim został wyróżniony Jose Ramos-Horta). W 1999, po głosowaniu Timorczyków za niepodległością, został na krótko zmuszony do opuszczenia kraju (zniszczono m.in. jego dom oraz zakładane przez niego kościoły) – powrócił po miesiącu. W listopadzie 2002 zrezygnował z funkcji administratora apostolskiego Dili (zastąpił go bp Basilio do Nascimento).